# 防弾ホスティング
防弾ホスティング（ぼうだんホスティング、英語: bulletproof hosting）または防弾サーバ（ぼうだんサーバ、英語: bulletproof server）はホスティングサービスの一種である。規制が緩い国々に本拠を持つため、通常のホスティングサービスと比較して、違法性のあるサービスをホストすることが多いとされる。防弾ホスティングの事業者は、利用者に法の選択権を与える事業と説明しているが、脱法行為を助長するサービスという見方もできる。

## 概要

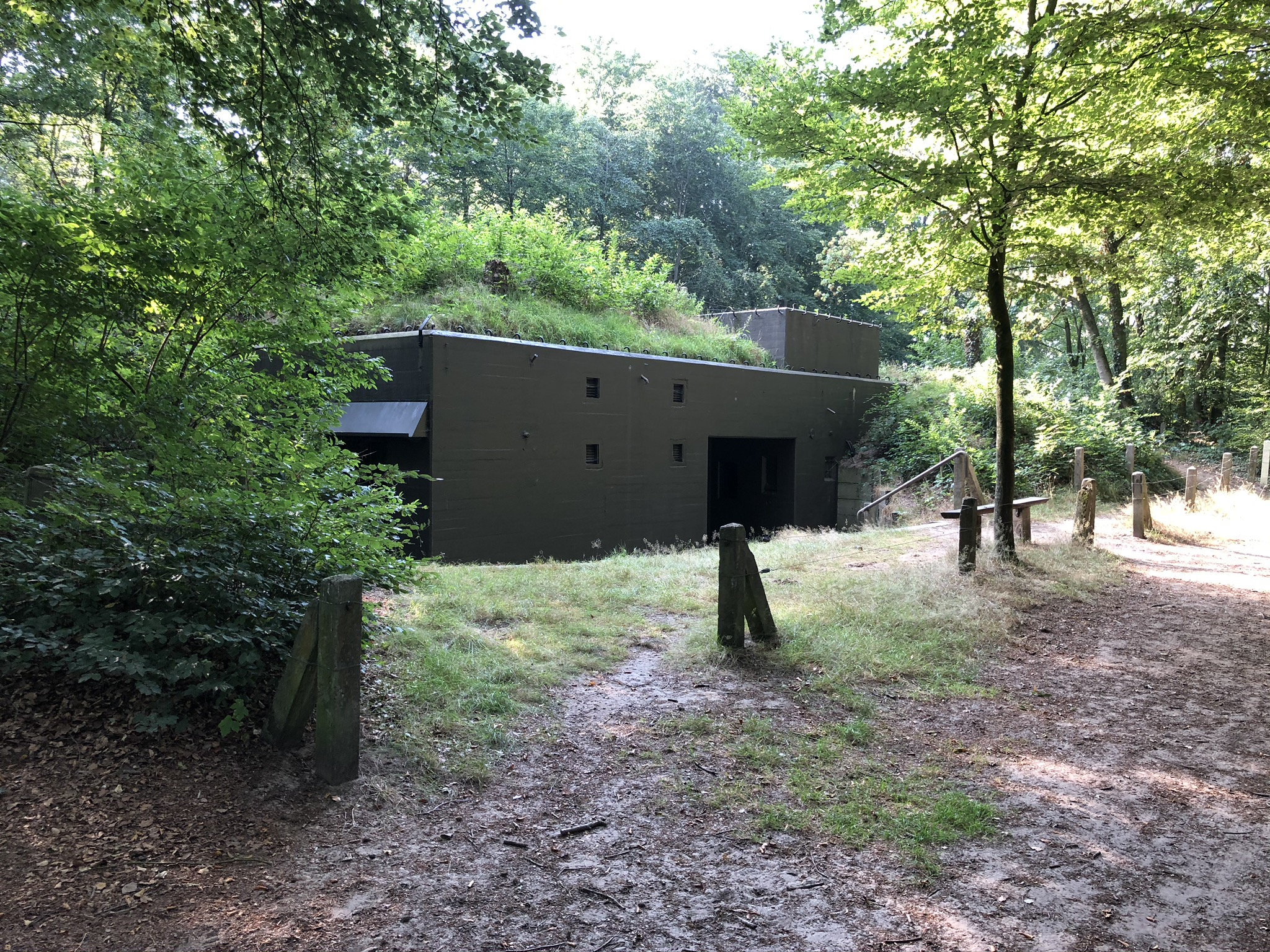
物理的な場所を知られないように、例示した画像のような人の居ない場所にある中古のバンカーを購入して防弾ホスティングの拠点とすることが多く、外観に手を加えないため外部からは廃墟や廃トンネルにしか見えないことも多い

インターネットにおいて違法性を判断する法域は、コンテンツが提供される法域ではなく、ハードウェアが設置されている法域である。そのため、法域Aで違法なコンテンツであっても法域Bでは合法である場合がある。さらにはデータログやサーバログの保存及び法執行機関への提出の義務・期間も法域で異なるため、法域によっては一切のログをとる必要がない。また、支払方法を仮想通貨にすることで匿名性を高めるといった対策も存在する。

スウェーデンの有名な防弾ホスティング事業者"Bahnhof"のデータセンター（花崗岩の地下岩盤内に作られた民間の掩体壕"Pionen"を流用している）

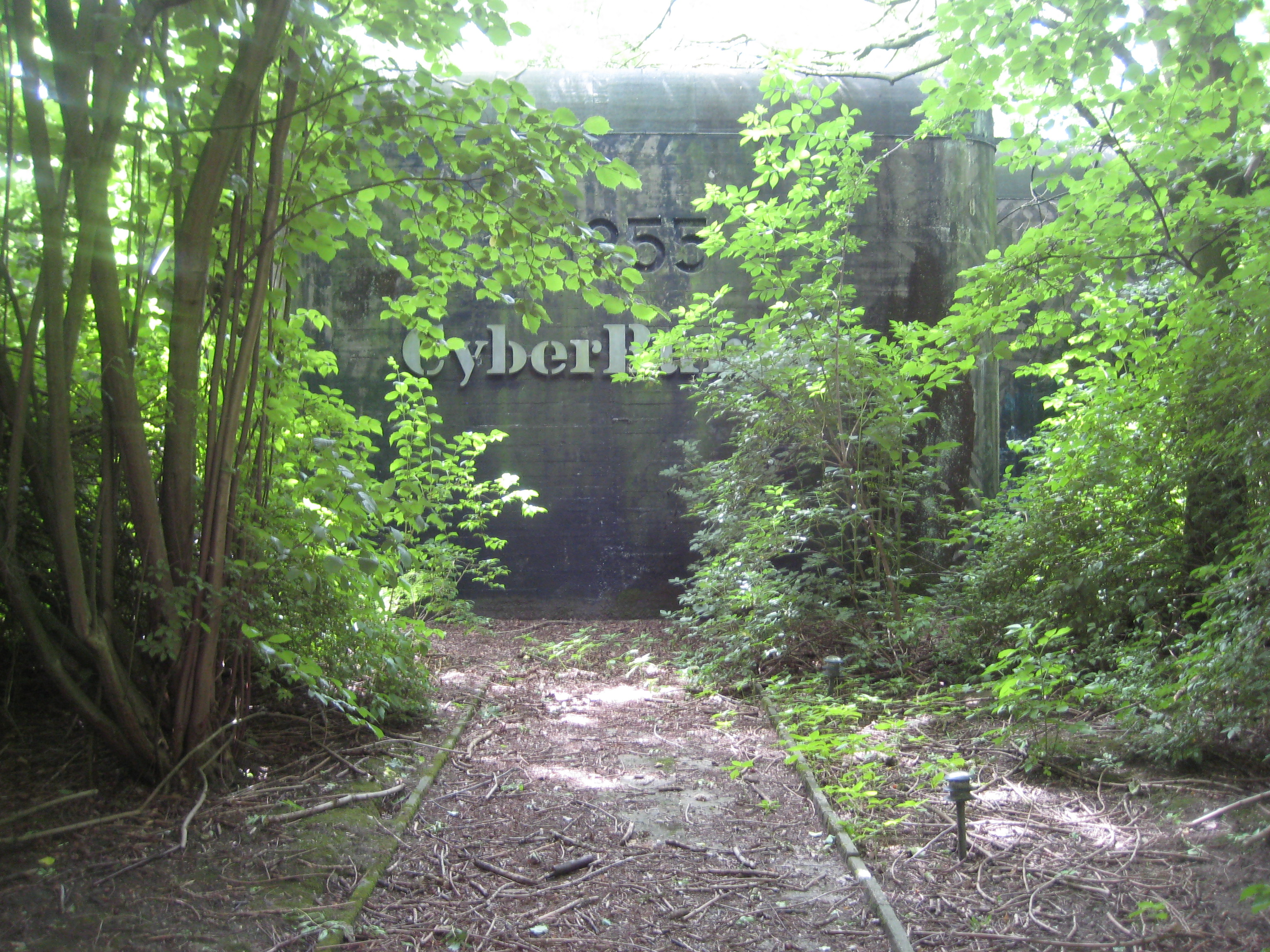
オランダにある"CyberBunker"のデータセンター（NATOの軍事用核シェルターをデータセンターに転用している）

即ち契約者及び利用者についての情報を保持・管轄裁判所からの令状の執行以外で公開することなしにホスティングサービスを提供することが可能である。また、abuseによる自主削除に応じないことも多い。
防弾ホスティングはサイバー犯罪者に利用されることが多く、スパムの送信やマルウェアの送付、児童ポルノのホスティングといった犯罪行為を支援し、法執行機関による閉鎖を難しくするなどといった問題がある。日本における著作権侵害の事例である漫画村においては、コンテンツデリバリネットワークと併用された。
日本も防弾サーバーの所在国として国際的に有名であり、海外の防弾ホスティング事業者のサーバーが日本国内に設置されている（オランダのTorrentサイト「Nyaa Pantsu」を運営するSibyl Systems LTDなど）。また、日本企業のホスティングサービスにも、コンテンツへの対策の緩さにより防弾ホスティングと同様の状態のサービスが有る。オンライン薬局の検証・監視機関である米レジットスクリプトの2016年の報告によれば、日本企業のGMOインターネットのホスティングサービスも不正医薬品販売サイトの温床になっており、レジットスクリプトからの指摘にも反論して対応を拒否するなど、実質的に防弾ホスティングと同じような状況になっていたが、その後2年で改善傾向にはある。法整備や対策が遅れていることから、日本はサイバー犯罪に寛容な国との認識が一部のサイバー犯罪者の間で拡がっている。
2000年代初頭から防弾仕様に変更したホスティング会社もあり、日進月歩のインターネット業界においては古いカテゴリである。

## 事業の適法性
防弾ホスティング事業者は、事業内容を郵便局や金融機関に例えて、利用者が提供するコンテンツには関知せず、法の選択権と場所を与えているだけであるから問題無いとの説明を行っている。しかし、ノートンのセキュリティ技術者は、例えば郵便局が爆弾を含む違法かつ危険な荷物の配送ルートになっていると第三者から指摘された場合、指摘を受けた郵便局が何も対策を行わなければ廃業に追い込まれると、防弾ホスティング事業の正当化の論理に対して欠陥を指摘している（金融機関に例えたとしてもマネーロンダリングの対策を行わないことと同義になり、こちらも重い行政処分か信用失墜による業績低下，廃業に至るため、防弾ホスティング事業の正当性の証明にはならない）。
また、様々な組織の最高機密を扱う関係上、攻撃を受ける可能性が高いため、最高峰のサイバーセキュリティは当然の事ながら、放棄された軍事核シェルター内部や廃鉱山内部にデータセンターを設けるなど、あらゆる侵入者を拒絶して大量破壊兵器にも耐えうる物理セキュリティを施し、バンカー（日本語で掩体壕）と自称している。警察による捜査から逃れるため、利用料金の支払い方法として暗号通貨を多用し、バンカーの場所も明かさず、外観も偽装し、頻繁に移転している。過剰とも言える物理セキュリティと、防弾ホスティング事業者のサーバーから行われた多数のサイバー攻撃から、ブラックハッカー（情報窃盗やサービス妨害などの不正行為を行うハッカー）をバンカーに匿った疑いも生じている。これらの事実から、防弾ホスティング事業の法的な位置付けは限りなく黒に近いグレーであると言える。

## 防弾ホスティングが使用された主なサービス
- Cock.li - 電子メールサービス等を提供するサイト
- 漫画村 - 過去に存在した海賊版サイト[6]
- The Pirate Bay - インデックスサイト
- ウィキリークス - 内部告発サイト

## 主な防弾ホスティングサービス
- Bahnhof[3]
- CyberBunker
- FlokiNET
- HavenCo[3]
- Njalla
- Novogara[4]
- ロシアン・ビジネス・ネットワーク
- Ukrainian Data Network[4]